# فیان دخیل
فیان دخیل (زادهٔ ۱۹۷۱ میلادی در موصل)، یک سیاست‌مدار عراقی و از اقلیت «ایزدی» می‌باشد. وی عضو حزب دمکرات کردستان است و در انتخابات سال ۲۰۱۰ و ۲۰۱۴ از لیست انتخاباتی «ائتلاف کردستان» به عنوان نماینده استان نینوا انتخاب شد. او تنها ایزدی در مجلس عراق است. او از مدافعان حقوق ایزدی‌ها و کردها در پارلمان عراق به‌شمار می‌رود، فیان دخیل در سال ۲۰۱۵ جایزه حقوق بشر «برونو کرایسکی» اتریش را در شهر وین دریافت نمود. وی به هنگام دریافت جایزه گفت که احساس خوشحالی و افتخار می‌کند ولی خوشحالی واقعی هنگام کمک به انسانهایی است که در هر کجا تحت ظلم قرار گرفته‌اند، همچنین خوشحالی واقعی در نجات انسان‌ها و خصوصاً زنان اسیر از چنگال سازمان‌های تروریستی بنیادگرا می‌باشد.

## سقوط بالگرد حامل وی
فیان دخیل جزو سرنشینان بادگردی بود که در تاریخ ۱۲ اوت ۲۰۱۴ برای کمک به ایزدی‌های محاصره شده توسط داعش در بخش سنجار استان موصل عراق رفته بود ولی بالگرد سقوط کرد و خلبان آن فوت نمود ولی فیان و تعدادی دیگر از سرنشینان آن زخمی شدند. اخبار ضد و نقیضی در رابطه با علت سقوط بالگرد وجود دارد از جمله یک منبع ناشناس به روزنامه «اخباریه» گفت که علت سقوط حمل بار بیش از ظرفیت بود چرا که خلبان تلاش کرده بود ۲۰ نفر از ایزدیهای محاصره شده را سوار کند، سخنگوی رسمی دولت عراق علت سقوط را نقص فنی اعلام کرد.

## جایزه «آنا پلیتیکوواسکانا» ۲۰۱۴
فیان دخیل به دلیل فعالیت‌هایش در راستای جلب توجه و برجسته کردن درد و رنج مردم ایزدی برای جامعه بین‌المللی مورد تقدیر قرار گرفت و از سوی پارلمان عراق به وی تبریک گفته شد همچنین در اکتبر سال ۲۰۱۴ از سوی شبکه زنان عراقی مورد ستایش قرار گرفت و بعد از آن بود که عنوان «زن سال» را کسب کرد. وقتی در سال ۲۰۱۴ برنده جایزه «آنا پلیتیکوواسکانا» شد این شجاعت را پیدا کرد که صدای زنان اقلیت ایزدی باشد و عزم کرد تا علی‌رغم خطراتی که به عنوان یک زن ایزدی و سیاسی با آن مواجه بود، جهت حفاظت از همه ایزدیها و زنان دیگر عراقی در مقابل داعش مبارزه کند. او در سال ۲۰۱۵ هم به عنوان زن سال انتخاب شد و هم بخاطر موفقیت‌هایش به دریافت یک جایزه افتخاری نائل شد. وی برنده جایزه «برونوکرایسکی» وین و تقدیر نامه «نینوا» در ژوئن ۲۰۱۵ گردید و در آخر فوریه سال ۲۰۱۶ برنده جایزه حقوق بشر ژنو شد.